# Saulo Sabioni
Saulo Sabioni (Campo Grande - MS, 18 de novembro de 1989) é jogador profissional de poker e Campeão Brasileiro de 2018, sendo o primeiro e, até então, único bicampeão da história do BSOP (Brazilian Series of Poker).
Começou a jogar poker em 2008, apaixonou-se pelo esporte e desde então conviveu com o sonho de ser jogador profissional. Formado em Direito pela Universidade Anhanguera Uniderp, atuou por 5 anos no mercado de trabalho como Gerente Comercial, conciliando com a rotina de jogar poker. Durante esse período acumulou vários resultados regionais, como 7 troféus de primeiro lugar no Casino Amambay, em Pedro Juan Caballero – Paraguay.
Em 2016, após alguns resultados financeiros no jogo, teve segurança para começar a jogar poker profissionalmente. Quantitativamente, foi o ano que mais jogou torneios online até hoje. Em 2017, fundou o time Suits Poker Team, junto com seu sócio e jogador profissional Lincon Freitas. Em dezembro do mesmo ano foi campeão da principal etapa nacional de poker, o BSOP Millions. Faturando R$ 1.067.150,00, a vitória marcou sua ascensão fulminante no circuito nacional de poker.
Em 2018 teve um início avassalador no circuito nacional, logo na primeira etapa foi campeão do 6-Handed Turbo Knockout, na segunda etapa fez mesa final do Main Event no BSOP Brasília, terminando em 5º colocado para um prêmio de R$ 104.140,00. E, finalmente, na terceira etapa em Natal, Saulo Sabioni anotou seu nome na história como o primeiro bicampeão do BSOP, faturando R$ 271.300,00 mais um Platinum Pass, no valor de US$ 30.000.
Após o início impecável, Sabioni pontuou em todas as etapas do circuito brasileiro de poker e ao final, sagrou-se Campeão Brasileiro de Poker de 2018 à frente de Caio Hey e Paulo Gini que brigavam pelo ranking naquela ocasião. Recebendo o tão desejado bracelete e ainda uma pick-up Ford Ranger 0 km.
Em 2020, Sabioni e seu sócio Lincon Freitas foram anunciados como embaixadores do site Bodog, uma das maiorias plataformas de poker, apostas e esportes do mundo.
Até abril de 2022, Saulo obteve impressionantes 44 retornos financeiros somente no BSOP, totalizando mais de R$ 1.700.000,00 em premiações somente na série Brasileira.

### Ranking Geral do BSOP 2018
| Lugar | Jogador                     | Pontos |
| 1     | SAULO GALVAO SABIONI        | 3617   |
| 2     | CAIO HEY                    | 3131   |
| 3     | PAULO VILLENA GINI          | 2925   |
| 4     | RICARDO KAORU NAKAMURA      | 2744   |
| 5     | MARCELO SIMOES MESQUEU      | 2135   |
| 6     | FELIPE MORAIS NEGROMONTE    | 2063   |
| 7     | LEONARDO CENTENARO FORONI   | 2035   |
| 8     | JOSE ROBERTO ARENSTEIN      | 1835   |
| 9     | PEDRO TODOROVIC FILHO       | 1832   |
| 10    | PEDRO MARTE NASCIMENTO DIAS | 1818   |

| Ano  | Evento                  | Torneio                                      | Posição | Prêmio                   |
| 2017 | BSOP Millions           | Main Event                                   | 1º      | US$327,428 (R$1.067.150) |
| 2018 | BSOP São Paulo          | 6 Handed KO                                  | 1º      | US$9,277 (R$29.310)      |
| 2018 | BSOP Brasília           | Main Event                                   | 5º      | US$31,249 (R$104.140)    |
| 2018 | BSOP Natal              | Main Event                                   | 1º      | US$74,575 (R$271.300)    |
| 2018 | BSOP Florianópolis      | Holdem KO                                    | 1º      | US$2,899 (R$10.790)      |
| 2018 | Powerfest               | #30 High Roller                              | 1º      | US$56,882                |
| 2020 | PartyPoker              | MILLIONS UK Main Event                       | 73º     | US$20,000                |
| 2022 | BSOP Millions           | #9 Super High Roller                         | 4º      | US$62,203 (R$331,600)    |
| 2023 | KSOP Balneário Camboriu | #45 8 Games                                  | 1º      | US$2,126 (R$10,600)      |
| 2023 | BSOP Millions           | #41 Limit Stud 8 or Better/Omaha 8 or Better | 1º      | US$4,721 (R$23,000)      |

Perfil Oficial do Instagram
Site Oficial Suits Poker Team
Perfil site Hendom Mob
1. 1 2 3 4  https://pokerdb.thehendonmob.com/player.php?a=r&n=334126
2. 1 2  https://www.wsop.com/players/profile/?playerID=244526
3. ↑  https://www.wsop.com/players/profile/?playerID=303375
4. ↑  2023 Latin American Poker Tour - LAPT Brazil R$ 7,500 No Limit Hold'em - Main Event (Event 1) - 12th place
5. ↑  SuperPoker - Saulo Sabioni é o Campeão Brasileiro de Poker de 2018
6. ↑  Lance! Terra - Main Event Millions: Saulo Sabioni supera field gigantesco e é o campeão
7. ↑  2017 Brazilian Series of Poker - BSOP Millions 2017 R$ 3,500 No Limit Hold'em - Main Event (Event #15) - 1st place
8. ↑  2018 Brazilian Series of Poker - BSOP Brasilia R$ 2,600 No Limit Hold'em - Main Event (Event #6) - 5th place
9. ↑  2018 Brazilian Series of Poker - BSOP Natal R$ 2,600 No Limit Hold'em - Main Event (Event #5) - 1st place
10. ↑  Ferreira, Alan (8 de novembro de 2018). «Vitória no BSOP Millions marcou ascensão fulminante de Saulo Sabioni no circuito». SuperPoker. Consultado em 9 de março de 2020
11. ↑  Grilo, Gabriel (12 de abril de 2018). «Saulo Sabioni transforma satélite de US$ 82 em prêmio de seis dígitos no BSOP Brasília». SuperPoker. Consultado em 9 de março de 2020
12. ↑  «Com vitória no BSOP Natal, Saulo Sabioni é o primeiro bicampeão na história do circuito». ESPN.com. 30 de maio de 2018. Consultado em 9 de março de 2020
13. ↑  «Saulo Sabioni é o Campeão Brasileiro de Poker de 2018». br.pokernews.com. Consultado em 9 de março de 2020
14. ↑  «$56,882 para Saulo Sabioni com a Vitória no Powerfest #30-High Roller». br.pokernews.com. Consultado em 9 de março de 2020